# 卡塔琳娜·尼贝里
卡塔琳娜·尼贝里（瑞典語：Katarina Nyberg，1965年11月16日—），瑞典女子冰壶运动员。她曾代表瑞典参加1998年和2002年冬季奥林匹克运动会冰壶比赛，其中1998年奥运会获得一枚铜牌。